# Dorfkirche Hammer

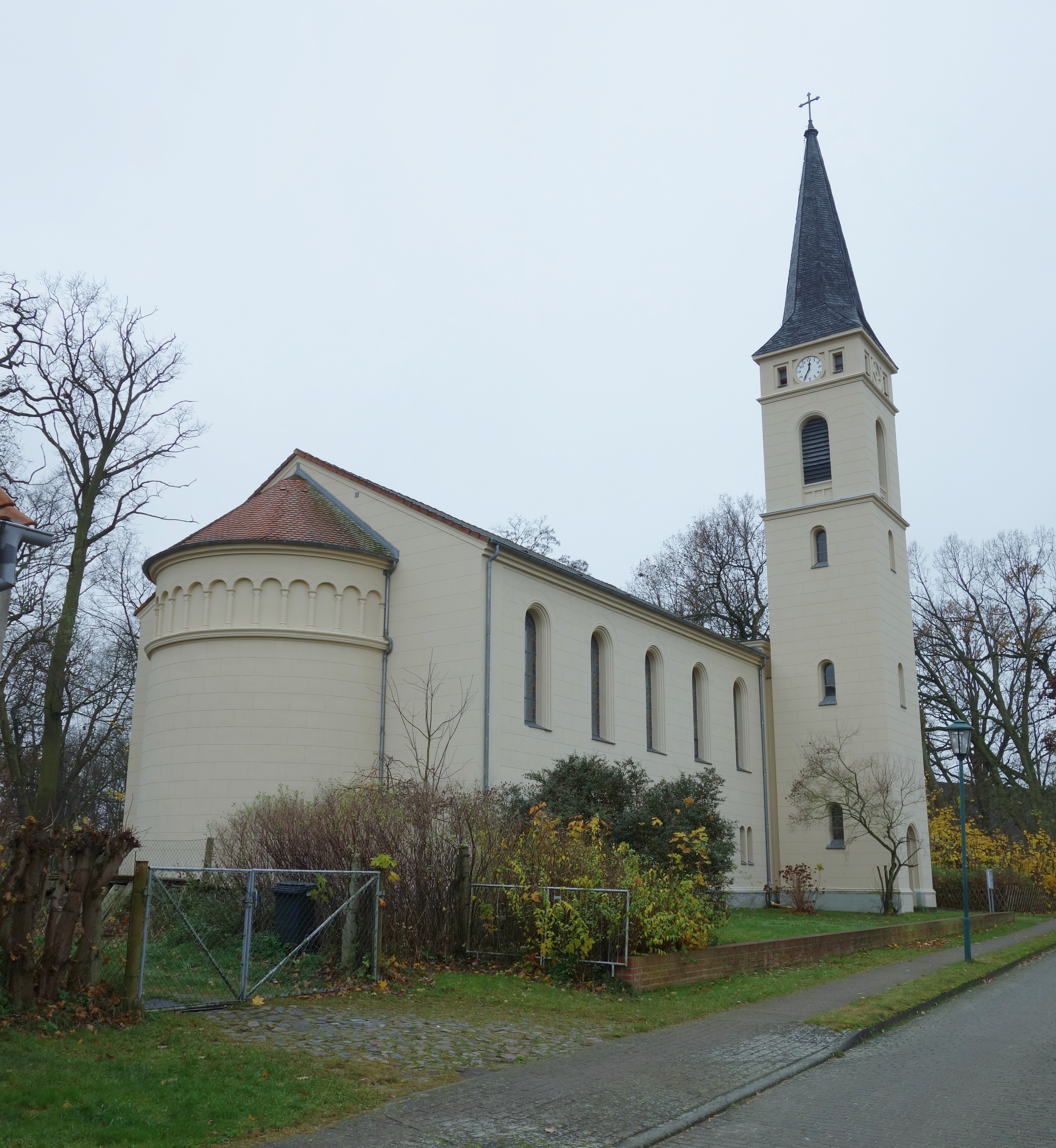
Dorfkirche Hammer

Die evangelische, denkmalgeschützte Dorfkirche Hammer steht in Hammer, einem Ortsteil der Stadt Liebenwalde im Landkreis Oberhavel in Brandenburg. Die Kirche gehört zum Pfarrsprengel Liebenwalde im Kirchenkreis Oberes Havelland der Evangelischen Kirche Berlin-Brandenburg-schlesische Oberlausitz.

## Beschreibung
Die verputzte Hallenkirche wurde 1856 nach einem Entwurf von Friedrich August Stüler im Rundbogenstil teilweise unter Verwendung des Mauerwerks des Vorgängerbaus erbaut. Sie besteht aus einem Langhaus, einer halbkreisförmigen Apsis im Osten und einem quadratischen Kirchturm, der vor die Nordwestecke des Langhauses gestellt und mit einem achtseitigen, schiefergedeckten Knickhelm bedeckt wurde.
Der Innenraum ist durch deckenhohe, hölzerne Stützen, die mit Arkaden verbunden sind, zwischen denen die Emporen eingespannt sind, in drei Kirchenschiffe gegliedert. Die Orgel mit neun Registern auf einem Manual und Pedal wurde 1889 von den Gebrüdern Dinse gebaut.